# Félix Máriássy
Félix Máriássy (Márkusfalva, hoy Eslovaquia, 3 de junio de 1919 - Szőny, 26 de enero de 1975) fue un director de cinema húngaro.

## Biografía
Comenzó su carrera cinematográfica como ayudante de dirección y como editor (como tal, participó en la edición y colaboró en el guion de Valahol Európában de Géza von Radványi en 1947, y en Talpalatnyi föld de Frigyes Bán en 1948.
Dirigió su primera película el 1949: Szabóné, una historia, en un tono del "realista socialista", de un trabajador que consigue ser admitido por sus colegas masculinos gracias a sus cualidades profesionales. Su primera obra realmente como director continúa siendo Egy pikoló világos, producida en 1955 y galardonada con el Gran Premio del Festival Internacional de Cine de Karlovy Vary de 1956. También en 1955, Budapesti tavasz ilustra adecuadamente la novela de Ferenc Karinthy sobre la liberación de Budapest el 1945. Las siguientes películas los consagraron con una de las figuras más representativos de la primera generación de cineastas postguerra que participa en el renacer del cine magiar, al lado de Károly Makk y Zoltán Fábri.

## Filmografía

### Director

#### Cine
- 1948 : A mi kis tervünk
- 1949 : Sa réussite
- 1950 : Kis Katalin házassága
- 1951 : Teljes gözzel
- 1954 : Rokonok
- 1954 : Vidám verseny
- 1955 : Budapesti tavasz
- 1955 : Egy pikoló világos
- 1957 : Külvárosi legenda
- 1958 : Csempészek
- 1959 : Álmatlan évek
- 1960 : Fapados szerelem
- 1960 : Hosszú az út hazáig
- 1961 : Próbaút
- 1962 : Nedele ve vsední den
- 1964 : Bábolna, 1964
- 1964 : Ezer év
- 1964 : Karambol
- 1964 : Nem az én ügyem
- 1965 : Mersuch és a szamár
- 1966 : Fügefalevél
- 1967 : Ha hívnak...
- 1968 : Kötelék
- 1969 : Imposztorok

#### Cortometrajes
- 1948 : Dunavölgyi népek barátsága
- 1948 : Munkaversennyel gyöz a 3 éves terv
- 1953 : Színes szöttes

#### Televisión
- 1961 : A pékinas lámpása
- 1971 : Angyal a karddal
- 1971 : Áradat
- 1972 : Csak egy kutya
- 1972 : Hazai történetek
- 1974 : Próbafelvétel

### Editor

#### Cine
- 1942 : A tökéletes család
- 1943 : Kalotaszegi Madonna
- 1944 : A gazdátlan asszony
- 1944 : Afrikai völegény
- 1944 : Ez történt Budapesten
- 1944 : Ördöglovas
- 1948 : Valahol Európában
- 1948 : Tüz
- 1948 : Talpalatnyi föld
- 1949 : Díszmagyar
- 1965 : Mersuch és a szamár

### Guionista

#### Cine
- 1948 : Valahol Európában
- 1958 : Csempészek
- 1962 : Megszállottak
- 1966 : Fügefalevél
- 1968 : Kötelék